# Eleanor Holmes Norton
Eleanor Holmes Norton (Washington D.C., 13 de junho de 1937) é uma advogada e política americana que atua como delegada na Câmara dos Representantes dos Estados Unidos, representando o Distrito de Columbia desde 1991. Ela é membro do Partido Democrata.

## Infância e educação

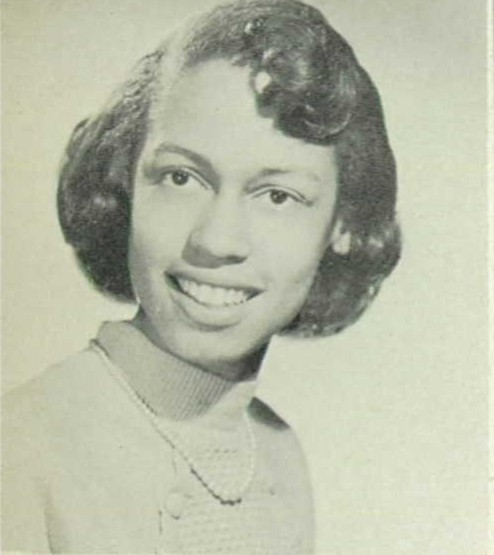
Holmes em 1955

Filha de Vela (nascida Lynch), professora, e Coleman Holmes, funcionário público, Eleanor K. Holmes nasceu em Washington, D.C em 13 de junho de 1937. Enquanto estudante na Dunbar High School, foi eleita presidente da classe júnior e membro da National Honor Society. Ela frequentou o Antioch College, no qual recebeu o bacharelato em 1960. Três anos mais tarde, obteve o mestrado na Universidade Yale e, posteriormente, em 1964, foi bacharel em Direito na Yale Law School.
Durante sua trajetória acadêmica na faculdade e na pós-graduação, atuou no movimento pelos direitos civis e foi organizadora do Comitê de Coordenação Estudantil Não-Violenta (abreviado do inglês: SNCC). Quando se formou no Antioch College, já havia sido presa por organizar e participar de protestos em Washington, DC, Maryland e Ohio. Enquanto estava na faculdade de direito, ela viajou para o Mississippi para o Mississippi Freedom Summer e trabalhou com defensores dos direitos civis, como Medgar Evers. Seu primeiro encontro com Fannie Lou Hamer, que fora recentemente libertada depois de ser espancada, forçou-a  a testemunhar a intensidade da violência e a repressão decorrente das leis Jim Crow no Sul. Seu tempo com o SNCC inspirou seu compromisso vitalício com o ativismo social e seu crescente senso de feminismo. Posteriormente, contribuiu com a peça "For Sadie and Maud" para a antologia de 1970, Sisterhood is Powerful: An Anthology of Writings From The Women's Liberation Movement, editada por Robin Morgan. Norton fez parte do conselho consultivo fundador do Women's Rights Law Reporter (fundado em 1970), o primeiro periódico jurídico nos Estados Unidos a se concentrar exclusivamente no campo da lei dos direitos das mulheres. No início da década de 1970, Norton era signatária do Manifesto da Mulher Negra, um documento clássico do movimento feminista negro.

## Atuação como ativista social

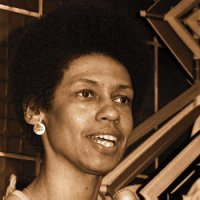
Eleanor Holmes Norton como presidente da EEOC

Após a formatura na faculdade de direito, ela trabalhou como escriturária do Tribunal de Distrito dos Estados Unidos. Em 1970, Norton representou sessenta funcionárias da Newsweek que haviam entrado com uma reclamação na Comissão de Oportunidades Iguais de Emprego (abreviado do inglês: EEOC) de que a Newsweek tinha uma política de permitir que apenas homens fossem repórteres. As mulheres venceram e a Newsweek concordou em permitir que as mulheres fossem repórteres.
Holmes Norton especializou-se em casos de liberdade de expressão, e seu trabalho incluiu ganhar um caso da Suprema Corte em nome do Partido dos Direitos dos Estados Nacionais, uma vitória que ela colocou em perspectiva em uma entrevista com um dos advogados ligados a área jurídica do portal virtual do Distrito de Columbia: "Eu defendi a Primeira Emenda, e você raramente consegue defender a Primeira Emenda defendendo pessoas de quem você gosta (...) Você não sabe se a Primeira Emenda está viva e bem até que seja testada por pessoas com ideias desprezíveis. E adorei a ideia de encarar um racista — lembre-se de que era uma época em que o racismo era muito mais vivo e forte do que hoje — e dizer: 'Sou seu advogado, senhor, o que você vai fazer sobre isso?'". Posteriormente, trabalhou como professora assistente adjunta na Escola de Direito daUniversidade de Nova Iorque entre 1970 a 1971. Em 1970, o prefeito John Lindsay a nomeou chefe da Comissão de Direitos Humanos da cidade de Nova Iorque, e ela realizou as primeiras audiências no país sobre discriminação contra mulheres. Feministas notáveis de todo o país vieram à cidade de Nova Iorque para testemunhar, enquanto Norton usou a plataforma como um meio de aumentar a conscientização pública sobre a aplicação da Lei dos Direitos Civis de 1964 às mulheres e à discriminação sexual.
O presidente Jimmy Carter nomeou Holmes Norton como presidente da EEOC em 1977; ela se tornou a primeira mulher chefe da agência. Norton lançou o primeiro conjunto de regulamentos da EEOC descrevendo o que constituía assédio sexual e declarando que o assédio sexual era de fato uma forma de discriminação sexual que violava as leis federais de direitos civis.
Ela também atuou como membro sênior do Urban Institute. Norton tornou-se professora no Georgetown University Law Center em 1982.
Em 1990, Norton, junto com outras 15 mulheres afro-americanas e um homem, formou o movimento Mulheres Afro-Americanas pela Liberdade Reprodutiva.
Ela contribuiu com a peça "Notes of a Feminist Long Distance Runner" para a antologia de 2003 intitulada Sisterhood Is Forever: The Women's Anthology for a New Millennium, organizada por Robin Morgan.
Ela recebeu o Foremother Award por toda uma vida de realizações do National Research Center for Women & Families em 2011.

## Carreira política como delegada no Congresso

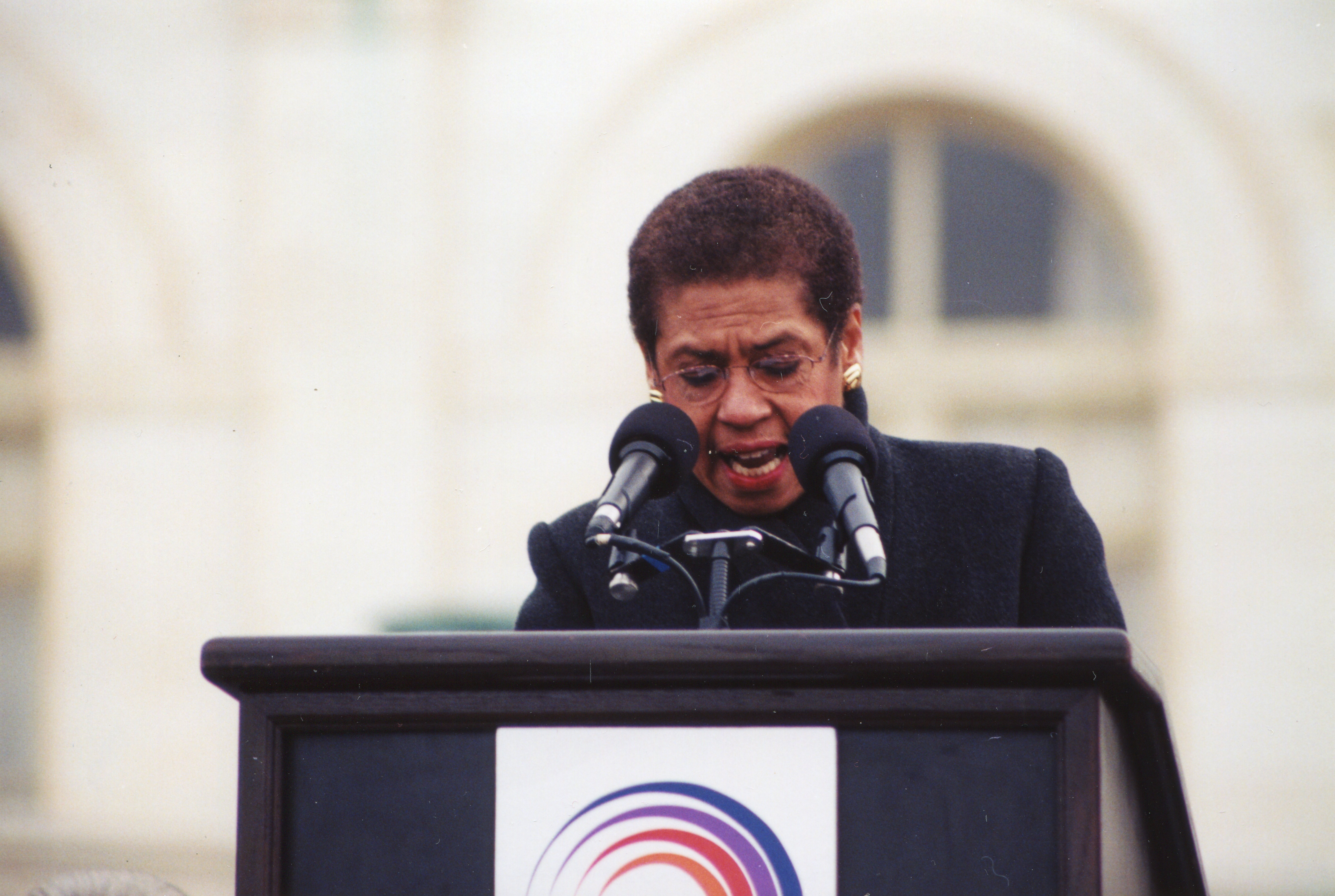
Norton se posicionando contra o impeachment de Bill Clinton durante um comício em 1998

Norton foi eleita em 1990 como delegada do Partido Democrata à Câmara dos Representantes. Ela derrotou a vereadora Betty Ann Kane nas primárias, apesar da revelação de última hora de que Norton e seu marido, ambos advogados, não apresentaram declarações de imposto de renda em DC entre 1982 e 1989. O casal Nortons pagaram mais de 80 mil dólares em impostos atrasados e multas. Sua gerente de campanha foi Donna Brazile. A posição de delegada estava aberta porque Del. Walter Fauntroy estava concorrendo a prefeito em vez de buscar a reeleição. Norton recebeu 39 por cento dos votos nas eleições primárias democratas e 59 por cento dos votos nas eleições gerais. Norton assumiu o cargo em 3 de janeiro de 1991 e é reeleita a cada dois anos desde então.

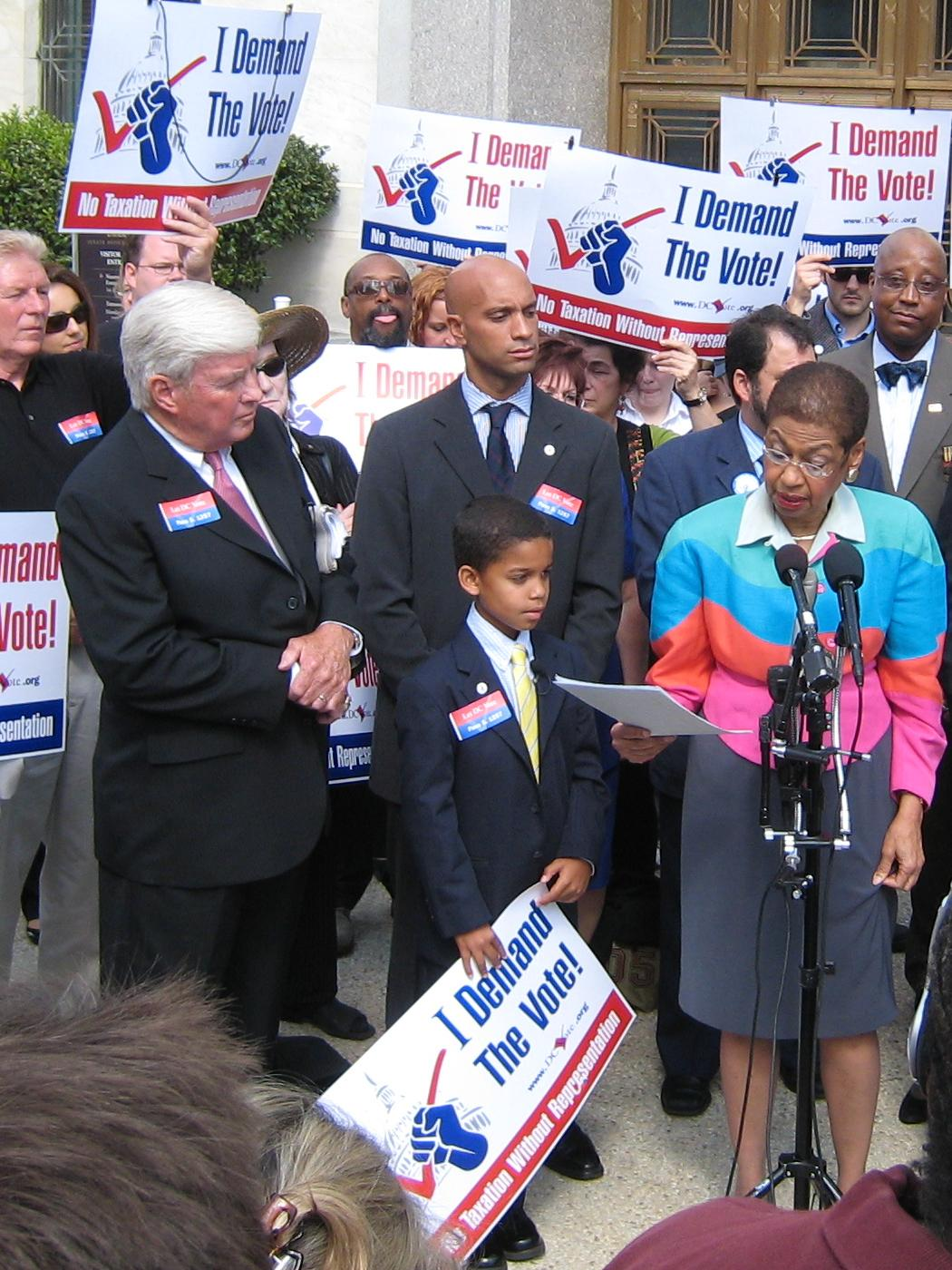
Jack Kemp, Adrian Fenty e Norton no comício do DC Vote no Capitólio

Os delegados ao Congresso têm direito a sentar-se na Câmara dos Deputados e votar em comissão, e a propor emendas na Comissão do Pleno, mas não podem participar das votações no plenário legislativo. O distrito e quatro territórios dos Estados Unidos — Guam, Samoa Americana, Ilhas Marianas do Norte e Ilhas Virgens Americanas — enviam delegados ao Congresso; o Comissário Residente de Porto Rico tem os mesmos direitos que os delegados.
William Thomas e a Vigília pela Paz na Casa Branca inspiraram Norton a apresentar a Lei de Desarmamento Nuclear e Conversão Econômica, que exigiria que os Estados Unidos desativassem e desmantelassem suas armas nucleares ao mesmo tempo em que todas as outras nações que possuem armas nucleares fizessem o mesmo. A Norton apresenta uma versão do projeto de lei desde 1994.
A legislação proposta em 2009 não concedeu a Norton o direito de voto na edição 111 do Congresso, pois ela teria que permanecer em seu cargo de delegada eleita durante seu mandato de dois anos.
Em setembro de 2010, a imprensa nacional criticou Norton após a divulgação de uma mensagem de voz na qual ela solicitava fundos de campanha de um lobista que representava um projeto que ela supervisionava. Norton respondeu que a mensagem era típica de apelos feitos por todos os membros do Congresso e que a ligação foi feita de escritórios de campanha não pagos pelos contribuintes. Em março de 2012, a série de rádio pública This American Life apresentou a mensagem do correio de voz no início de um programa de lobby intitulado "Pegue o dinheiro e concorra ao cargo".

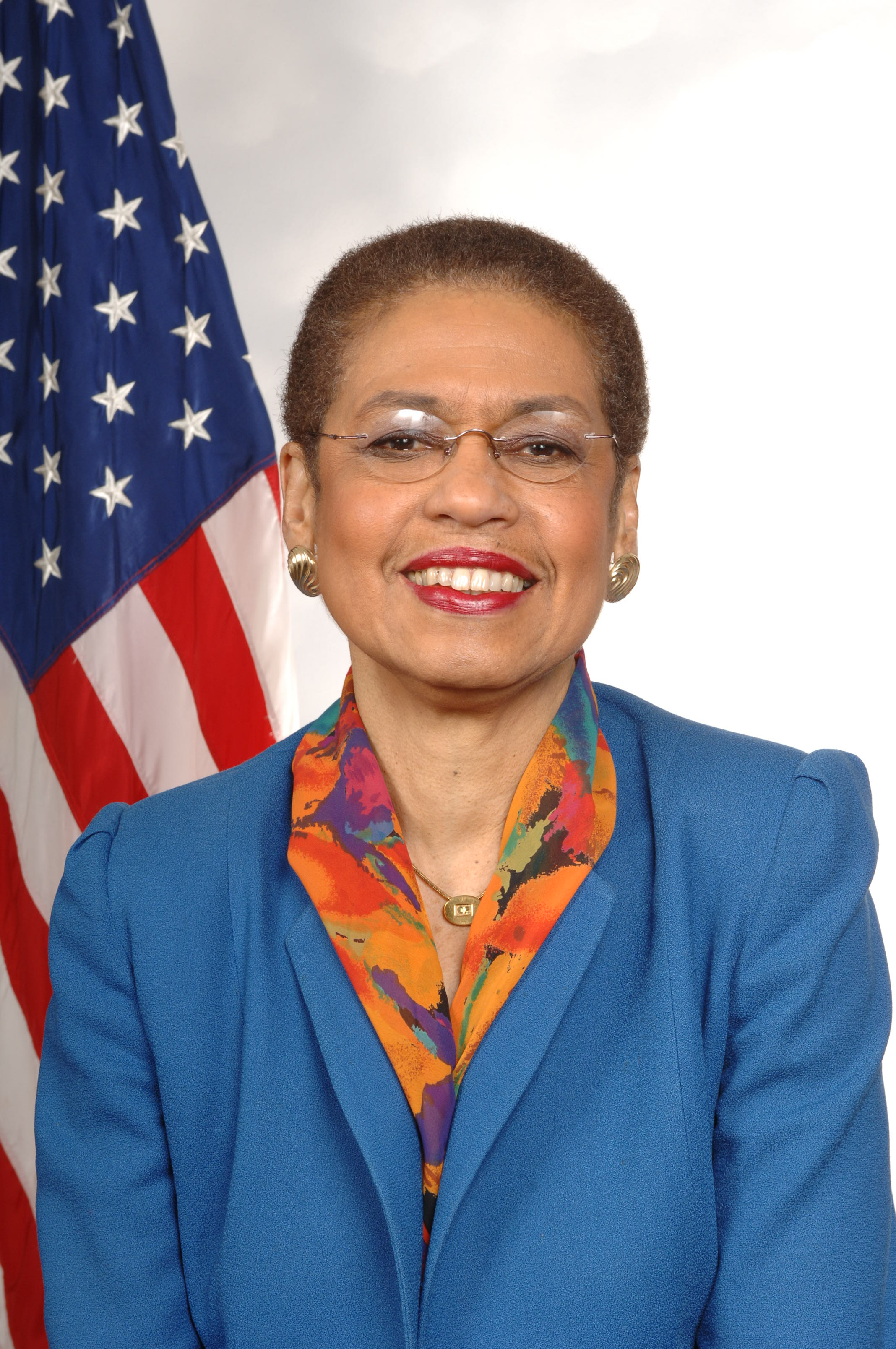
Norton em foto datada de 2006

Em maio de 2012, Norton foi impedida de testemunhar sobre um projeto de lei antiaborto em seu distrito — a segunda vez que ela foi impedida de falar sobre o aborto. Ela insistiu que era uma negação de uma cortesia comum. O representante Jerrold Nadler apoiou o protesto de Norton, dizendo "Nunca em meus 20 anos como membro do Congresso, vi um colega ser tratado com tanto desdém."
Em agosto de 2014, depois que o Conselho de Eleições de DC votou para colocar uma questão sobre a legalização da maconha na cédula de novembro de 2014, Norton prometeu se defender contra qualquer tentativa do Congresso de impedir o distrito de votar sobre o assunto e, se aprovado, lutar contra qualquer tentativa de impedir a implementação.
Ela é membro do Congressional Progressive Caucus e do Congressional Black Caucus.

### Membros do Caucus
- Caucus Progressista do Congresso;[36]
- Congresso Negro Caucus;[35]
- Casa Báltico Caucus;[37]
- Grupo de Artes do Congresso;[38]
- Caucus de pensamento livre do Congresso;[39]
- Grupo de Soluções Climáticas;[40]
- Caucus EUA-Japão;[41]

### Resoluções legislativas apoiadas por Norton
- Em 8 de julho de 2013, Norton apoiou a H.R. 2611 (um ato para designar o Edifício da Sede da Guarda Costeira Douglas A. Munro (HR 2611; 113º Congresso) para nomear a nova sede da Guarda Costeira em homenagem a Munro, o único ganhador da Medalha de Honra da Guarda Costeira dos Estados Unidos;[42]
- Em 28 de outubro de 2013, Norton apoiou H.R. 3343 (para alterar o Ato de Autonomia do Distrito de Columbia com intuito de esclarecer as regras relativas à determinação da remuneração do Diretor Financeiro do Distrito de Columbia), um projeto de lei que aumentaria o teto do pagamento do CFO da DC de 199.700 dólares para cerca de 250 mil;[43][44]
- Em 10 de março de 2014, Norton apoiou que os Tribunais do Distrito de Columbia, Serviço de Defensor Público e Serviços de Tribunal e Agência de Supervisão de Infratores de 2014 (HR 4185; 113º Congresso), um projeto de lei que faria alterações no Código Oficial do Distrito de Columbia que rege o sistema de Tribunais de DC.[45][46] Norton argumentou que o projeto de lei "ajudará a tornar nosso processo de justiça local mais eficiente e, portanto, mais eficaz para os residentes do distrito".[47]

### Projetos de lei apoiadas por Norton
- Norton apoiou o Digital Accountability and Transparency Act de 2014 (S. 994; 113º Congresso), um projeto de lei que tornaria as informações sobre gastos federais mais facilmente acessíveis e transparentes.[48] O projeto de lei exigiria que o Departamento do Tesouro dos EUA criasse padrões comuns para dados financeiros fornecidos por todas as agências governamentais e expandisse a quantidade de dados que as agências devem fornecer ao site do governo, USASpending. Norton disse que o projeto de lei "melhorará a qualidade dos dados que as agências disponibilizam sobre seus gastos";[49]
- Norton apoiou o projeto de lei "para alterar a Lei intitulada Uma Lei para regular a altura dos edifícios no Distrito de Columbia para esclarecer as regras do Distrito de Columbia em relação à ocupação humana de coberturas acima do último andar do edifício em que a cobertura é colocada " (H.R. 4192). O projeto de lei aumentaria o limite de altura das coberturas em DC para 20 pés, permitindo a ocupação humana. Norton disse que "este projeto de lei não é um mandato que instrui a cidade a fazer alterações nas coberturas ou em seu plano abrangente existente ou nas leis de zoneamento locais em geral".[50]

## Aparição em programas de TV

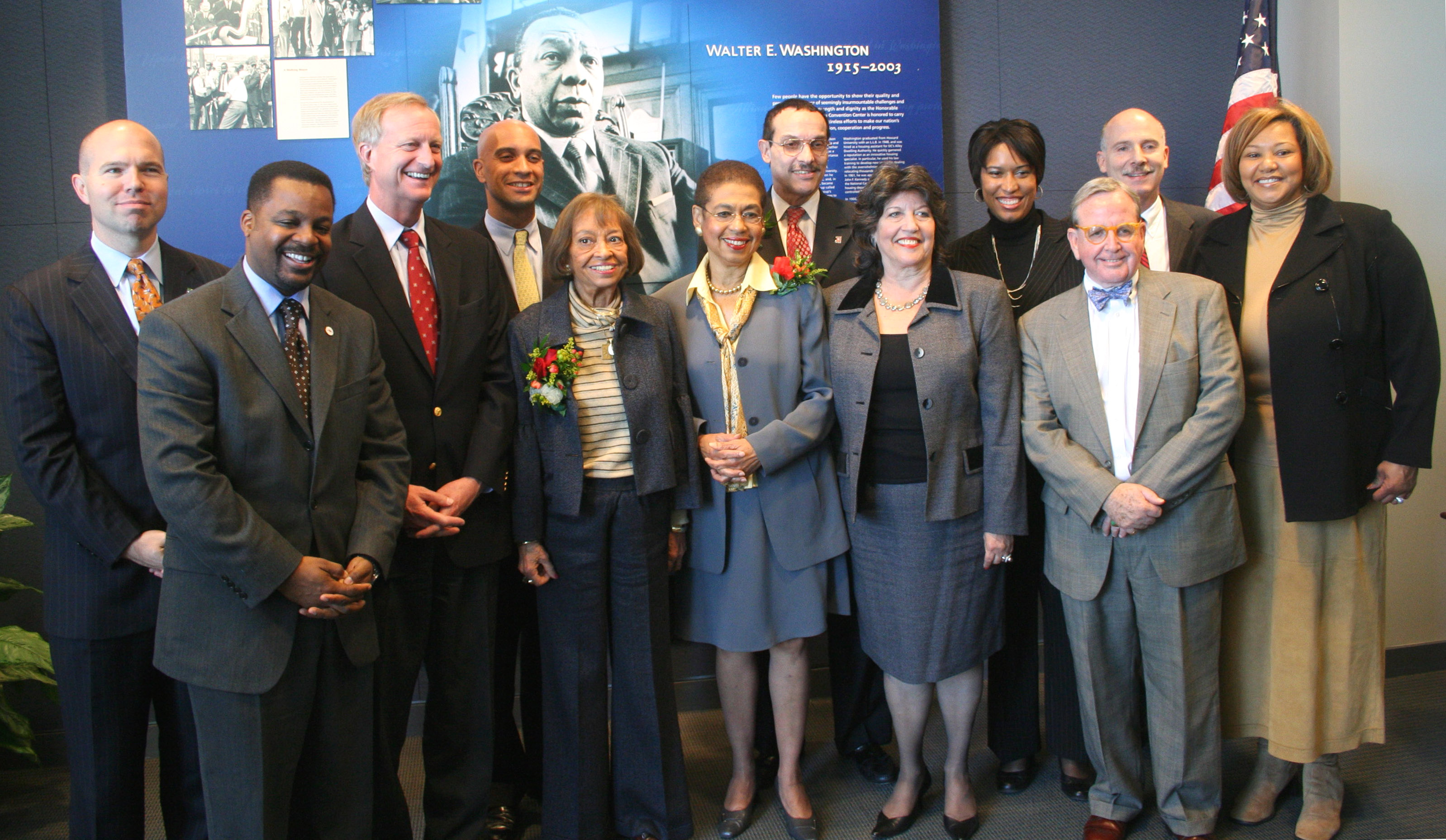
Norton com membros do Conselho do Distrito de Columbia em 2007

Em 27 de julho de 2006, Norton apareceu no segmento "Better Know a District" do programa The Colbert Report, do Comedy Central, no qual ela defendeu veementemente a alegação do Distrito de Columbia de fazer parte dos Estados Unidos. Ela também apareceu no especial The Colbert Report / The Daily Show, do quadro "Midterm Midtacular", em 7 de novembro de 2006. Norton deu mais entrevistas a Stephen Colbert em 22 de março de 2007, e 24 de abril daquele mesmo ano, sobre o assunto da representação no Distrito de Columbia. Em 12 de fevereiro de 2008, Colbert e Norton discutiram seu status de superdelegada, bem como seu apoio a Barack Obama para presidente. Ela apareceu mais uma vez em 11 de fevereiro de 2009, para discutir a representação de DC e prometeu a Colbert que faria dele um cidadão honorário de Washington, DC, e daria a ele uma chave da cidade, se os cidadãos de DC recebessem representação. Colbert, por sua vez, deu a Norton uma "promessa de TV" de que ele estaria lá caso isso acontecesse. Norton fez mais uma aparição no programa de Colbert em 25 de junho de 2014, onde discutiu o impacto que os democratas afro-americanos tiveram na derrota primária de Thad Cochran sobre Chris McDaniel, um candidato do Movimento Tea Party, bem como o episódio final de Colbert entre um quadro de convidados anteriores.
Em 27 de junho de 2008, Norton apareceu no Democracy Now! para discutir a decisão da Suprema Corte em District of Columbia v. Heller, ao qual ela se opôs fortemente. Em 5 de dezembro de 2014, Norton apareceu no Hannity para discutir a morte a tiros de Michael Brown em Ferguson, Missouri, no qual ela admitiu não ter lido as evidências do caso, mas criticou o perfil racial de jovens afro-americanos.

## Legislação sobre ostatusde isenção de impostos da NFL
Em 2 de outubro de 2014, a ABC News informou que Holmes Norton, discutindo seu copatrocínio de um projeto de lei destinado a mudar o status de isenção de impostos da National Football League, declarou: "A ganância da NFL é tão difundida que eles escolheram operar como uma organização isenta de impostos. Portanto, queremos tirar essa escolha deles, a menos e até que decidam não lucrar com um nome que agora foi oficialmente declarado uma calúnia racial." Em essência, a posição de Holmes Norton era que, até que a NFL obrigasse o proprietário doWashington Redskins (Daniel Marc Snyder) a mudar o nome do time, ela apoiaria uma legislação que mudaria o status tributário da NFL, custando assim dinheiro à liga.

## Na cultura popular

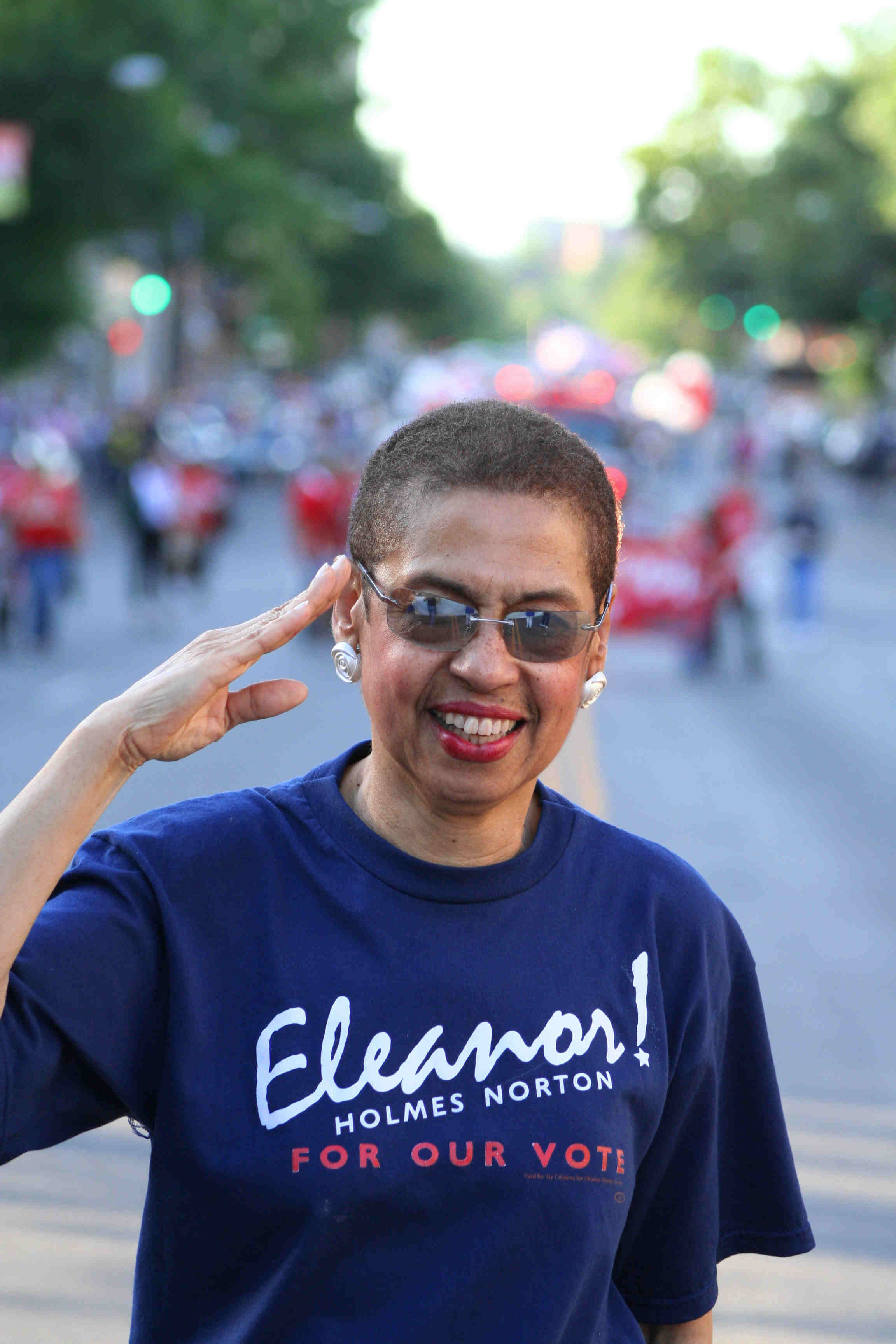
Norton na Capital Pride em 2006

Eleanor Holmes Norton é interpretada por Joy Bryant na série original da Amazon Video, Good Girls Revolt, e por Donna Biscoe no filme original da HBO, Confirmation.
Ela é destaque no filme de história feminista She's Beautiful When She's Angry.

## Vida pessoal
Norton era casada com Edward Norton, que morreu em 2014. Ela tem dois filhos; John e Katherine, que tem síndrome de Down. Norton faz parte da Igreja Episcopal dos Estados Unidos.

## Prêmios
- Prêmio Foremother do Centro Nacional de Pesquisa em Saúde, 2011;[72]
- Prêmio Legacy do Coretta Scott King Center for Cultural and Intellectual Freedom, 2017;[73]
- Homenageada pela National Women's History Alliance, 2020.[74]